# Winkelstoffel
Christophel Schiltknecht (* zwischen 1590 und 1600; † 24. Juli 1627) war in der Zeit des Dreißigjährigen Krieges ein Harzschütz und Bauernführer.
Christophel Schiltknecht, auch Stoffel genannt, wurde unter dem Namen Winkelstoffel bekannt. Er führte eine Bande von circa 600 Personen. Winkelstoffels Heimatdorf war Lippoldsberg. Seine Frau hieß Trina Heistermann und kam aus Oedelsheim. Neben Bandenführern wie Hans von Eisdorf war Winkelstoffel einer der Rädelsführer unter den Harzschützen. Der Herzog von Celle benannte in seinem Befehl: „Rädelsführer (...) emsig (...) verfolgen“ unter anderem diese beiden.

## Leben
Vermutlich setzte sich seine Bande vor allem aus an Hunger und an Krieg leidenden Bauern zusammen. Mit seinen Gefolgsleuten lauerte er kleinen Gruppen kaiserlicher Landsknechte auf. Nach kurzer Zeit plünderte er nicht nur Uniformierte, sondern auch Zivilisten aus. Die Bande von Winkelstoffel legte unter anderem Verstecke im Wald an.
Herzog Friedrich Ulrich von Braunschweig-Wolfenbüttel bot den Harzschützen eine Amnestie an. Wenn sie von Herzen Buße tun würden, „und sich (jeder) zu seinem vorigen Berufe wieder anstelle, gestalt ihnen dann auch Gnade und Pardon werden solle.“ Er hatte Verständnis für die Bauern. In einem Brief an den Kaiser schrieb er: „Wer mag verlangen, dass der Bauer sich das Seinige nehmen (...) lassen soll (?) (...) Wer kann schelten, wenn sie, obwohl ohne Befehl, sich und das Ihrige mit Gewalt zu schützen versuchen?“ Viele Bauern nahmen das Angebot einer Amnestie an.
Am Sonntag, dem 14. Juli des Jahres 1627, wurde Stoffel Schiltknecht von seinen eigenen Gefolgsleuten in Bodenfelde erschossen und anschließend auf dem Kirchhof begraben. Möglicherweise hatte er seine Gefolgsleute daran hindern wollen, dass Pardon des Herzogs anzunehmen.